# Jürgen von Heyden von Cartlow
Jürgen von Heyden Graf von Cartlow (* 11. Juni 1887 in Greifswald; † Dezember 1934) war ein deutscher Jurist und Rittergutbesitzer.

## Leben und Tätigkeit
Von Heyden von Carlow war ein Sohn des Adam Werner von Heyden 1. Graf von Cartlow (1852–1888). 1913 erbte er das 1863 gestiftete nach dem Rechte der Jüngstgeburt vererbte 4605 Hektar große Fideikommiss Cartlow in Mecklenburg. Er war damit einer der größten Grundbesitzer in Mecklenburg.
Er studierte Rechtswissenschaften. 1913 wurde er an der Universität Greifswald zum Dr. jur. promoviert. Als Offizier der preußischen Armee führte er den Rang eines Oberleutnants a. D.

## Schriften
- Die parlamentarische Polizeigewalt im Preußischen Landtag und im Reichstag, Greifswald 1913. (Dissertation)